# Jobsche Methode
Die Jobsche Methode, auch als kontinuierliche Variation bekannt, ist eine Methode, die in der Komplexchemie verwendet wird, um Metall-Liganden-Gleichgewichte zu untersuchen. Dabei werden die Molverhältnisse des Metallkations und der Liganden variiert, die Summe der Konzentrationen bleibt jedoch insgesamt bei jedem Verhältnis gleich. Zur Beobachtung wird beispielsweise die Absorbanz oder die Leitfähigkeit gemessen. Die Metall-Liganden-Komplexstöchiometrie kann aufgrund der Messungen errechnet werden.
Das Prinzip der kontinuierlichen Variationen wurde von Iwan Iwanowitsch Ostromislenski im Jahre 1911 verwendet, um eine 1:1-Stöchiometrie des Addukts zu bilden, das zwischen Nitrobenzol und Anilin gebildet wurde. Die Methode wurde auch von R. B. Denison im Jahre 1912 in einer Studie von verschiedenen flüssigen Gemischen verwendet. Jedoch ist die Methode im Allgemeinen mit dem Namen von P. Job verbunden, der im Jahre 1928 eine ausführliche Anwendung zur Studie einer Reihe von Koordinationsverbindungen veröffentlichte.